# Maikona jezoensis
Maikona jezoensis là một loài bướm đêm trong họ Noctuidae.